# Gabriel Chalita
Pour les articles homonymes, voir Chalita.
Gabriel Benedito Issaac Chalita, né le 30 avril 1969, est un homme politique brésilien.